# Sloanea lasiocoma
Sloanea lasiocoma är en tvåhjärtbladig växtart som beskrevs av Karl Moritz Schumann. Sloanea lasiocoma ingår i släktet Sloanea och familjen Elaeocarpaceae. Inga underarter finns listade i Catalogue of Life.